# Ezüstfehér selyemgomba
Az ezüstfehér selyemgomba (Amanita mairei) a galócafélék családjába tartozó, Európában honos, fenyvesekben és lomberdőkben élő, nyersen mérgező gombafaj. 

## Megjelenése
Az ezüstfehér selyemgomba kalapja 6-10 cm széles, fiatalon félgömb alakú, később domborúan majd laposan kiterül, púpja nincs. Felszíne sima, fényes, széle bordás. Színe egyöntetűen szürke, ezüstszürke, hamuszürke, néha kissé barnás árnyalatú. Fiatalon nagy, összefüggő, fehér burokmaradvány lehet rajta. 
Húsa vékony, törékeny; színe fehér, sérülésre nem változik. Íze és szaga nem jellegzetes. 
Sűrű lemezei szabadon állnak, féllemezből kevés van, szabálytalanul helyezkednek el és rövidek. Színük fehér, idősen szürkés árnyalattal.
Tönkje 6-12 cm magas, 1-2 cm vastag. Alakja hengeres, karcsú, felfelé vékonyodó, belül üregesedő. Színe fehér, felszíne szürkésen, kígyóbőrszerűen mintázottan pelyhes. Gallérja nincs. Bocskora jól fejlett, fehér vagy idősen halványszürke, sokszor tulipánszerűen szétterül.
Spórapora fehér. Spórája széles vagy megnyúlt elliptikus, mérete 10-12 x 8-10 µm.

### Hasonló fajok
Az ezüstszürke selyemgomba (amit egyes taxonómusok az ezüstfehér selyemgomba alfajának tartanak), a szürke selyemgomba, esetleg a szürke galóca vagy a ragadós bocskorosgomba hasonlíthat hozzá.

## Elterjedése és termőhelye
Európában honos, inkább a mediterrán régióban gyakori. Magyarországon nem gyakori.
Inkább fenyvesekben, ritkábban lomberdőkben él. Nyártól őszig terem.
Nyersen mérgező, alapos sütés vagy főzés után ehető.  

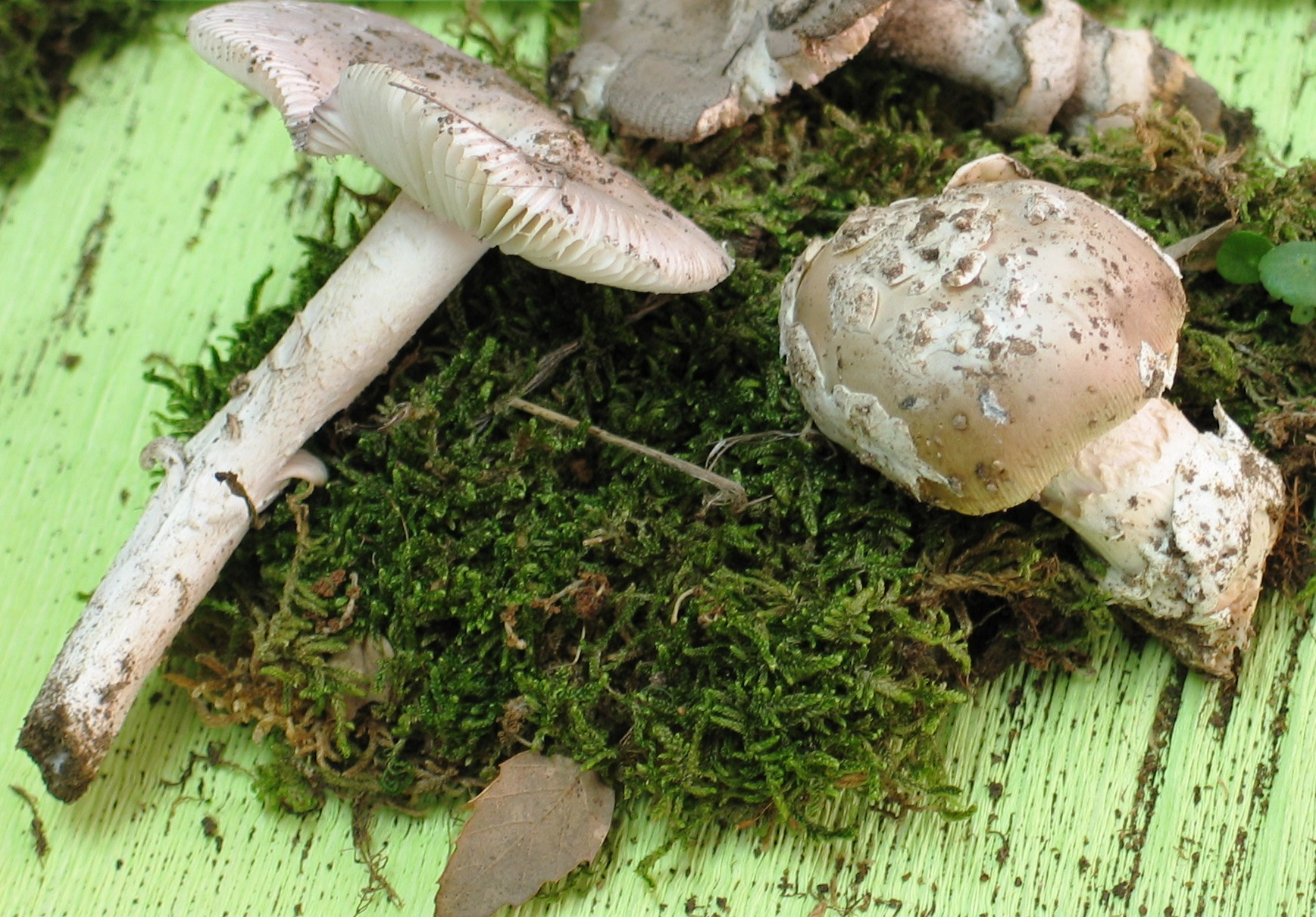
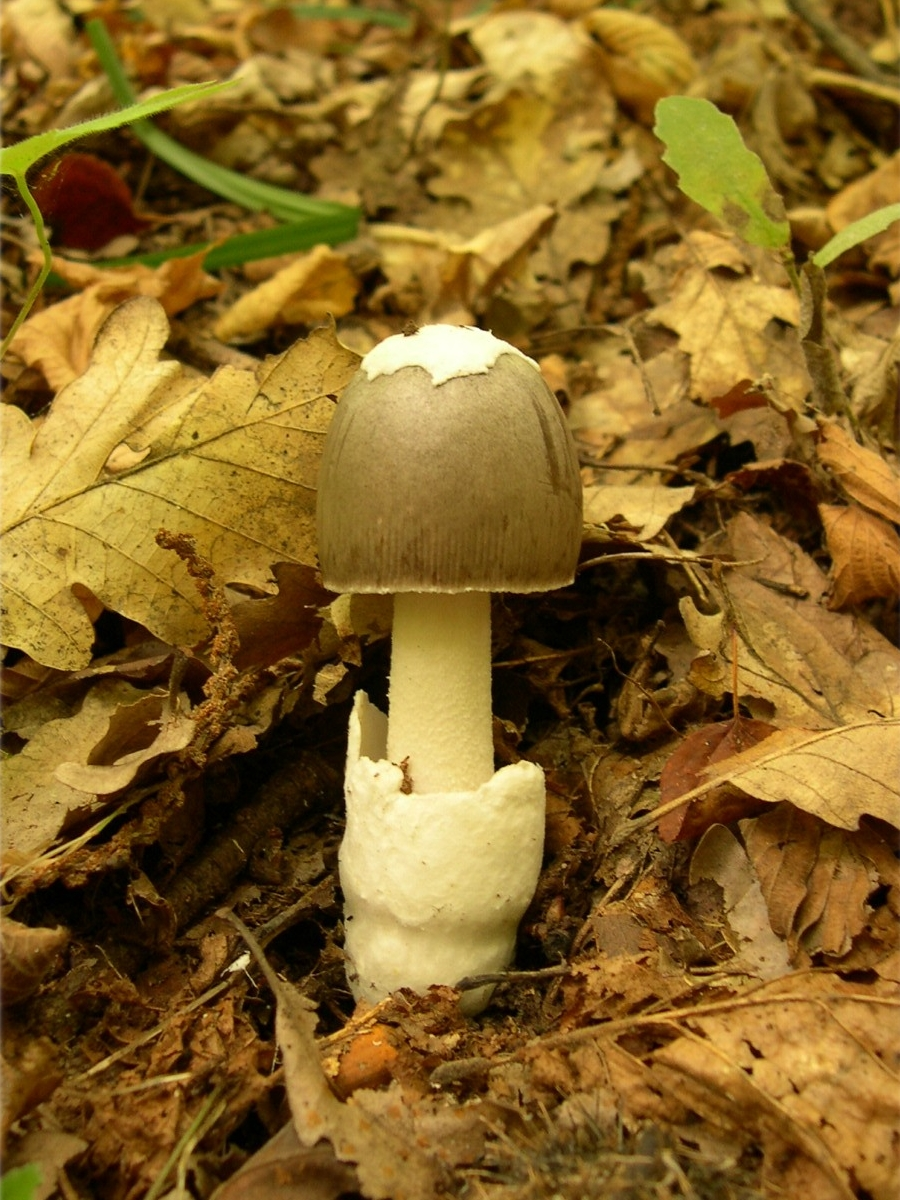
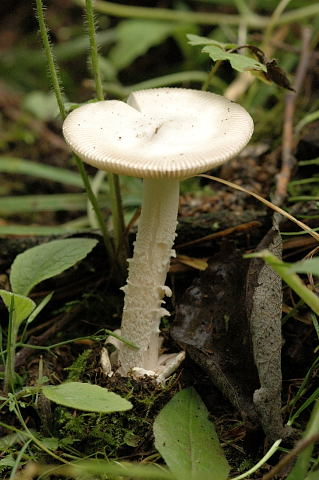
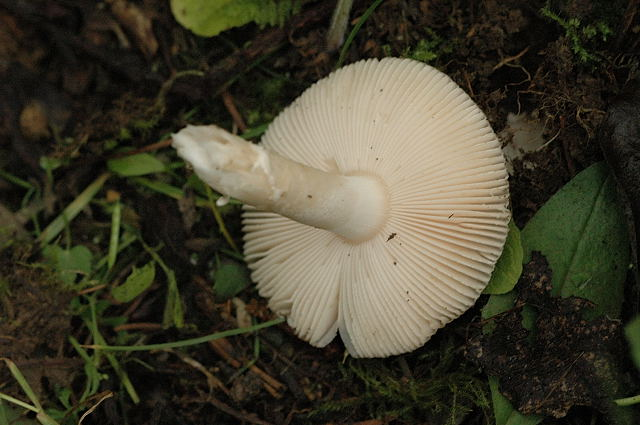